# (2830) Гринвич
(2830) Гринвич (англ. 2830 Greenwich), ранее 1980 GA — каменный астероид семейства Фокеи во внутренней части пояса астероидов, имеет диаметр около 9 км. Открыт 14 апреля 1980 года американским астрономом Эдвардом Боуэллом на станции Андерсон-Меса. Назван в честь Королевской Гринвичской обсерватории в Великобритании.

## Классификация и орбита
(2830)Гринвич является представителем семейства Фокеи, группы астероидов со схожими орбитальными параметрами. Обращается вокруг Солнца в щели Кирквуда на расстоянии 1.9-2.9 а. e. от Солнца с периодом 3 года 8 месяцев (1340 дней). Эксцентриситет орбиты равен 0,21, наклонение составляет 25° относительно плоскости эклиптики. Впервые был идентифицирован как 1969 KC в Крымской астрофизической обсерватории в 1969 году, дуга наблюдения при этом начинается за 11 лет до официального открытия.

## Физические характеристики
По классификации Толена (2830) Гринвич принадлежит спектральному классу S (каменные астероиды).

### Кривые блеска
В мае 2002 года французским астрономом-любителем Кристофом Демотисом была получена фотометрическая кривая блеска астероида, давшая оценку периода вращения 24 часа при амплитуде блеска 0,5 звёздной величины.

### Диаметр и альбедо
Согласно обзору, выполненному на телескопе NASA WISE в рамках проекта NEOWISE, (2830)Гринвич обладает диаметром от 7,9 до 9,5 км, альбедо поверхности составляет от 0,17 до 0,19. Ресурс Collaborative Asteroid Lightcurve Link указывает пересмотренные Петром Правецем результаты WISE: диаметр 9,252 км при альбедо 0,1865 и абсолютной звёздной величине 12,61.

## Название
Астероид назван в честь Королевской Гринвичской обсерватории, расположенной в Лондоне (Великобритания). Название присвоено в честь столетия назначения гринвичского меридиана в качестве начала отсчёта долгот. Официально название было опубликовано Центром малых планет 15 мая 1984 года.